# Frank Armi
Frank Armi (12 de outubro de 1918 – 28 de novembro de 1992) foi um automobilista norte-americano. 
Ele esteve em quatro (uma) 500 Milhas de Indianápolis, quando a prova fazia parte do calendário da Fórmula 1 de 1950 até 1960: 1951 (não se qualificou), 1952 (não se qualificou), 1953 (não se qualificou) e 1954 (compartilhou com George Fonder).
Ao final de sua carreira, ele tornou-se engenheiro de som para televisão e cinema.